# Manfred Breuer
Manfred Breuer (* 15. Mai 1929; † 31. Januar 2011 in Marburg) war ein deutscher Mathematiker. Er ist bekannt für seine Arbeiten über Indextheorie relativ Von-Neumann-Algebren.
Breuer studierte Mathematik an der Universität Mainz und später an der Universität Bonn, wo er 1957 bei Wolfgang Krull promoviert wurde (Jacobische Differentialgeometrie und Systeme partieller Differentialgleichungen 1. Ordnung) und sich 1964 habilitierte. Von 1959 bis 1961 und von 1963 bis 1965 hielt er sich in Berkeley auf, wo er mit Heinz Otto Cordes zusammenarbeitete.
Von 1966 bis 1971 hatte er eine volle Professur an der University of Kansas in Lawrence. Von 1971 bis zu seiner Emeritierung im Jahre 1996 war er C4-Professor an der Universität Marburg. Er war dort auch zeitweise Dekan des Fachbereichs.
Breuer ist bekannt für seine Ende der 1960er Jahre in den mathematischen Annalen erschienenen Arbeiten, in denen er eine Indextheorie relativ von Neumann Algebren entwickelt. Einige Autoren verwenden noch heute hierfür den Begriff Breuer-Index.
Zu seinen Doktoranden zählt Matthias Lesch, zu seinen Habilitanden Jochen Brüning.

## Schriften
- Fredholm theories in von Neumann algebras. I. In: Math. Ann. Band 178, 1968, S. 243–254.
- Fredholm theories in von Neumann algebras. II. In: Math. Ann. Band 180, 1969, S. 313–325.
- M. Breuer, H. O. Cordes: On Banach algebras with σ-symbol. I. In: J. Math. Mech. Band 13, 1964, S. 313–323.
- M. Breuer, H. O. Cordes: On Banach algebras with σ symbol. II. In: J. Math. Mech. Band 14, 1965, S. 299–313.